# Crobilocerus engeli
Crobilocerus engeli là một loài ruồi trong họ Asilidae. Crobilocerus engeli được Geller-Grimm & Hradský miêu tả năm 1999. Loài này phân bố ở vùng Cổ Bắc giới và châu Á.